# بارتهی، بنگلادش
بارتهی (به لاتین: Barthi) یک روستا در بنگلادش است که در استان باریسال و در ناحیه باریسال واقع شده است.